# Adolphe IX de Holstein-Plön
Adolphe IX de Holstein-Plon et Holstein-Kiel, connu également comme Adolphe VII, (né vers 1327 - mort le 26 janvier 1390) du comte de Holstein-Kiel et de Holstein-Plön de 1359 à sa mort.

## Famille
Adolphe IX est le fils de Jean III le Clément et de sa deuxième épouse Miroslawa. En décembre 1362, Adolphe IX épouse  Anne (née en 1343 – morte en 1415) fille de Albert II de Mecklembourg.

## Règne
Le règne d'Adolphe IX est très pacifique. En 1375,le prince-archevêque de Brême Albert II de Brunswick-Lunebourg lui engage en garantie le marais de Haseldorf entre l'Elbe et le Holstein. L'archevêque de Brême est dans l'incapacité de rembourser l'hypothèque et le marais de Haseldorf devient partie intégrante du Holstein.

## Succession
Adolphe IX meurt sans héritier le 26 janvier 1390. Après sa mort le comte Nicolas de Holstein-Rendsburg et ses neveux occupe Holstein-Kiel et Holstein-Plön. Les Comtes de Holstein-Pinneberg lignée cadette de la  maison de Schauenburg protestent et demandent à recevoir une part de l'héritage.Le conflit se règle à l'amiable, avec les comtes de Pinneberg qui reçoivent une indemnité financière, plus la région de  Nienland, consistant en Neuland avec la seigneurie de Herzhorn et quelques territoires longeant l'Elbe. Les comtes et de Holstein-Rendsbourg et de Holstein-Pinneberg concluent également un pacte  mutuel de succession: si l'une des lignées vient à s'éteindre l'autre hérite de toutes ses possessions et fief héréditaires.